# Michèle Torr
Michèle Torr, scris și Michelle Torr (născută Michelle Tort în 7 aprilie 1947, la Pertuis, Vaucluse, Franța) este o cântăreață franceză de muzică ușoară și pop.